# Фарингоскопия
Фарингоскопия (от греч. pharynx, родительный падеж pharyngos — глотка и …скопия) — называние различных медицинских способов исследования глотки посредством визуального осмотра врачом.
Процедура производится либо при прямом освещении, или при помощи лобного рефлектора, зеркал (носоглоточного или гортанного) и прочих медицинских инструментов.
Фарингоскопия традиционно помогает диагностировать такие заболевания как ангина, острый тонзиллит, фарингит, заглоточный абсцесс и многие другие.
Фарингоскопия используется не только для лечения людей, но и в ветеринарии.